# Panorama of Eiffel Tower
Panorama of Eiffel Tower je americký němý film z roku 1900. Režisérem je James H. White (1872–1944). Film trvá necelé 2 minuty.
Přestože Eiffelova věž byla dostavěna teprve v roce 1889, nejedná se o její první filmové zobrazení. Například už bratři Lumièrové v roce 1898 vytvořili snímek Panorama pendant l'ascension de la Tour Eiffel, ve kterém nabídli podívanou ze stoupajícího výtahu věže na nedaleký Palais du Trocadéro.

## Děj
Film vertikálně zdola nahoru a zpět zachycuje pohled na Eiffelovu věž, která byla tou dobou nejvyšší stavbou na světě. Na začátku a hlavně na konci filmu se někteří návštěvníci Světové výstavy v Paříži zvídavě dívají směrem k objektivu fotoaparátu. Jeden z procházejících se mužů pozdraví kameramana zvednutím buřinky a kolem kamery se následně začnou sbíhat další páni, z nichž jeden se na závěr z legrace mírně předkloní.